# Palais du gouvernement (Alger)
Pour les articles homonymes, voir Palais du gouvernement.
Le Palais du Gouvernement est un édifice algérois de style moderne, construit en 1934 par l'architecte Jacques Guiauchain, avec l'assistance d'Auguste Perret et de ses élèves Pierre-Louis Moïse Forestier et Denis Honegger. Résidence officielle du Premier ministre algérien, le bâtiment abrite aussi le ministère de l'Intérieur et des Collectivités locales.
Pendant la période coloniale, le bâtiment était aussi connu comme Gouvernement général.

## Historique

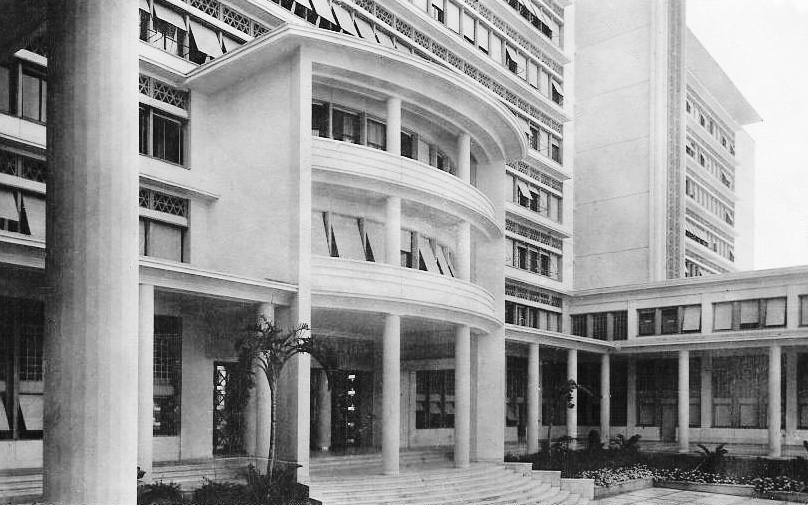
Le Gouvernement général en 1929.

L'immeuble comptant 600 bureaux et des salles de réunions, centralisait les services généraux de l'administration française. En forme de H, l'édifice a été bâti entre 1929 et 1934, avec aménagements postérieurs jusqu'en 1955, à Alger boulevard Laferrière, rue Berthèse, rue Saint-Augustin et boulevard du Maréchal Foch, par l'Entreprise Perret Frères selon les plans de l'architecte Jacques Guiauchain et couvre une superficie supérieure à 4 400 m2.
Avant l'indépendance algérienne, le bâtiment a servi comme quartier-général pour les pouvoirs coloniaux. Le 4 juin 1958, Charles de Gaulle a livré depuis le balcon son célèbre discours Je vous ai compris.

### Décoration intérieure
De nombreuses œuvres d'art ornent le palais du gouvernement. Les peintures présentes dans le bâtiment sont des acquisitions faites au fil de l'histoire de la République algérienne. 
La galerie de portraits des chefs du gouvernement se trouve au premier étage du palais.